# Census Area di Southeast Fairbanks
La Census Area di Southeast Fairbanks, in inglese Southeast Fairbanks Census Area, è una census area dello stato dell'Alaska, negli Stati Uniti, parte dell'Unorganized Borough. La popolazione al censimento del 2000 era di 6.174 abitanti.

## Geografia fisica
La census area si trova nella parte centro-orientale dello stato. Lo United States Census Bureau certifica che la sua estensione è di 64.908 km², di cui 638 km² coperti da acque interne.

### Suddivisioni confinanti
- Borough di Fairbanks North Star - nord-ovest
- Census Area di Yukon-Koyukuk - nord
- Yukon - est
- Census Area di Valdez-Cordova - sud
- Borough di Matanuska-Susitna - sud-ovest
- Borough di Denali - ovest

## Centri abitati
Nella Census Area di Southeast Fairbanks vi sono 2 comuni (city) e 16 census-designated place.

### Comuni
- Delta Junction
- Eagle

### Census-designated place
- Alcan Border
- Big Delta
- Chicken
- Deltana
- Dot Lake
- Dot Lake Village
- Dry Creek
- Eagle Village
- Fort Greely
- Healy Lake
- Northway
- Northway Junction
- Northway Village
- Tanacross
- Tetlin
- Tok